# Jumart

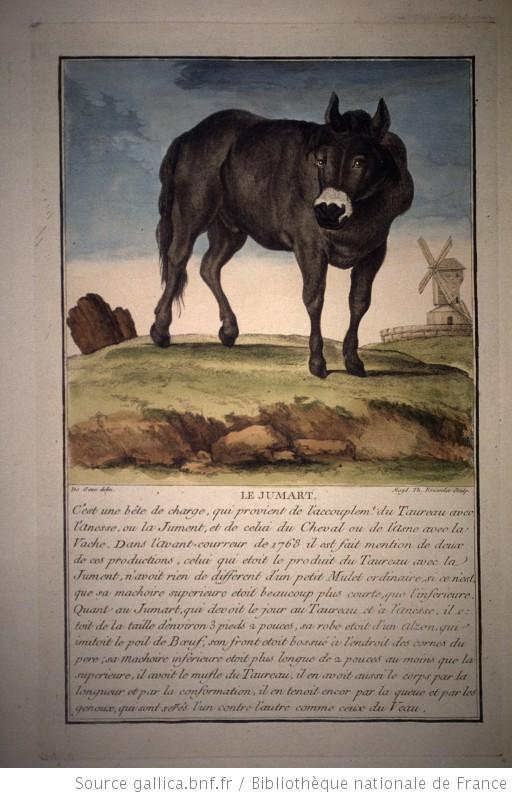
La representación de un jumart en 1776

El jumart, joumar, joumart o jumard, fue, según una popular creencia difundida en el siglo XVIII, un híbrido entre el asno o semental con una vaca o de un toro con un asno o una yegua. Se ha usado igualmente empleado los nombres bif y baf para designar, respectivamente, el híbrido entre un semental y una vaca, y del toro y la yegua.

## Historia
La primera referencia al jumart data del siglo XVI cuando Conrad Gesner, fundador de la zoología moderna, escribe en su Historiae Animalium; "Oigo de vez en cuando una peculiar especie de mula producida en Francia en las cercanías de Grenoble, que nace de una burra y de un toro, y que en francés se llaman jumarts"
Al finalizar el siglo XVIII, el biólogo suizo Charles Bonnet y el naturalista italiano Lazzaro Spallanzani defendían su existencia, aunque Georges-Louis Leclerc de Buffon, autor de la Histoire naturelle tenía dudas sobre ello. Un siglo más tarde, el filósofo Émile Littré juzgaba este acoplamiento como «muy problemático». Los zoólogos rechazaron definitivamente su existencia al finalizar el siglo XIX. El profesor Christophe Degueurce veía en ellos búrdeganos mal conformados.

## Descripción
En 1755, los jumarts eran descritos así:

Les joumars mâle et femelle sont […] monstrueux, puisqu'ils proviennent du taureau et de la jument ou de l'ânesse, ou de l'âne et de la vache ; [les joumars] n'engendrent point leurs semblables, quoiqu'ils aient en apparence tout ce qu'il faut pour cela. […] Le joumart est un petit animal un peu plus grand qu'un âne, mais excessivement fort, la tête ressemble assez à celle du taureau, ayant le front très large et le bout du nez gros, de façon que quand on le voit en face, on croirait que c'est un taureau sans cornes ; les joumars sont communs en Dauphiné, on ne s'en sert que pour porter des fardeaux
Los joumars macho y hembra son [...] monstruos, ya que provienen de toro y yegua o un asno, o del burro y la vaca; [Los joumars] no engendran semejantes, a pesar de que tienen aparentemente todo lo que necesitan para ello. [...] El joumart es un pequeño animal un poco más grande que un burro, pero excesivamente alto, la cabeza se asemeja a la del toro, con la frente ancha y la punta de la nariz grande, de manera que cuando lo ves desde atrás, se podría pensar que se trata de un toro sin cuernos; los joumars son comunes en el Delfinado, donde se utiliza para llevar cargas.
François Alexandre de Garsault, Le nouveau parfait maréchal